# Rhagodia (animal)
Rhagodia es un género de arácnido  del orden Solifugae de la familia Rhagodidae.

## Especies
Las especies de este género son:
- Rhagodia abessinica Roewer, 1933
- Rhagodia indica Roewer, 1933
- Rhagodia obscurior (Penther, 1913)
- Rhagodia persica Roewer, 1941